# Леннон — Маккартні

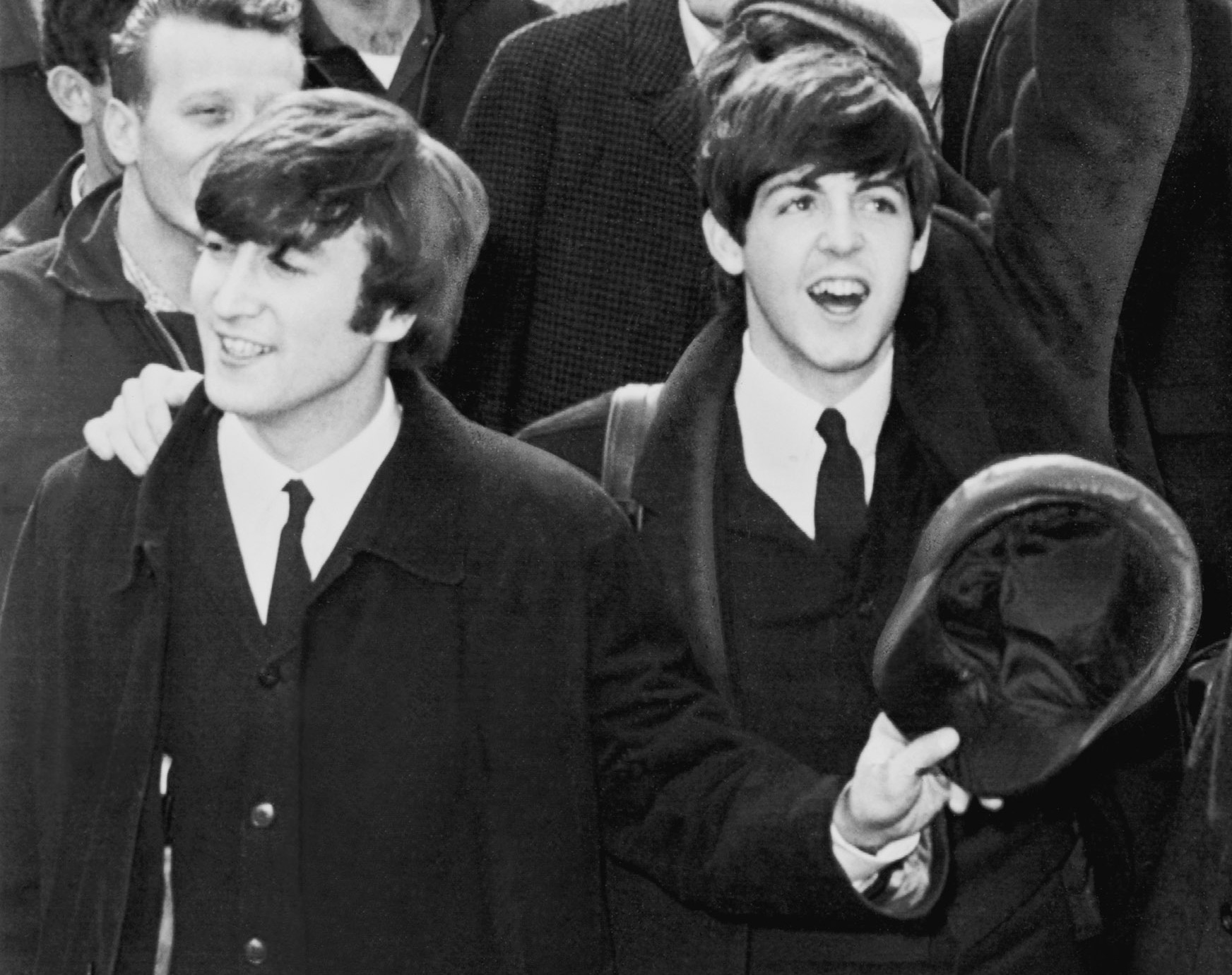
Джон Леннон (зліва)
та Пол Маккартні

Леннон — Маккартні (Леннон/Маккартні; англ. Lennon–McCartney, Lennon/McCartney) — авторський дует Джона Леннона та Пола Маккартні, один з найвідоміших і найуспішніших в історії музики. Між 1962 та 1969 роками дуетом було написано та опубліковано близько 180 пісень, з яких більшість була записана групою The Beatles. Відмінно від багатьох авторських дуетів, де один з авторів пише тексти, а інший — музику, і Леннон, і Маккартні писали і те, і інше.
Фактично, дійсно спільно написані пісні створювалися лише тільки в ранній період творчості The Beatles. Починаючи приблизно з 1965 року пісні фактично писалися, як правило, якимось одним членом групи і, якщо це був Леннон або Маккартні, ставився спільний підпис. Іноді (наприклад, «A Day in the Life» або «In My Life») пісня за авторством Леннона-Маккартні створювалася з куплетів, які писалися авторами незалежно та планувалися початково як різні пісні.
Під час створення The Beatles Anthology були знайдені три незавершені пісні, написані Ленноном, які доопрацював Маккартні. Ці пісні можна вважати останнім доробком дуету Леннон/Маккартні, хоча дві з них вишли під авторством Джона Леннона.

## Пісні для інших виконавців
В 1960-і роки багато пісень авторського дуету Леннон/Маккартні були вперше виконані іншими виконавцями. Особливо якщо вони продюсувались Брайаном Эпстайном. Це допомогало запустити кар'єру новим артистам. Самі Beatles також записували свої версії таких пісень. І хоча в підсумку вони не виходили на синглах, частина ціх пісень з'явилися в складі серій компіляційних альбомів останніх років — таких як Live at the BBC та The Beatles Anthology.
- Дел Шеннон — «From Me to You» (1963) US #77
- The Rolling Stones — «I Wanna Be Your Man» (1963) UK #12; сингл вийшов до появи пісні на альбомі The Beatles With The Beatles і став першим синглом The Rolling Stones, потрапившим до Top 20.
- Billy J. Kramer and the Dakotas — «I'll Be on My Way» (1963) (b-side), «Bad to Me» (1963) UK #1, «I'll Keep You Satisfied» (1963) UK #4, «From a Window» (1964) UK #10
- Tommy Quickly — «Tip of My Tongue» (1963) (в чарт не потрапила)
- The Fourmost — «Hello Little Girl» (1963) UK #9, «I'm in Love» (1963) UK #17
- Cilla Black — «Love of the Loved» (1963) UK #35, «It's for You» (1964) UK #7, «Step Inside Love» (1968) UK #8
- Peter & Gordon — пісня «A World Without Love» в 1964 році стала в Англії хітом № 1 (UK #1), «Nobody I Know» (1964) UK #10, «I Don't Want to See You Again» (1964) (в чарт не потрапила), «Woman». (1966) UK #28
- The Applejacks — «Like Dreamers Do» (1964) UK #20
- Пи Джей Проби — «That Means a Lot» (1965) UK #30
- Mary Hopkin — «Goodbye» (1969) UK #2
- Badfinger — «Come and Get It» (1969)